# Tamara Korpatsch

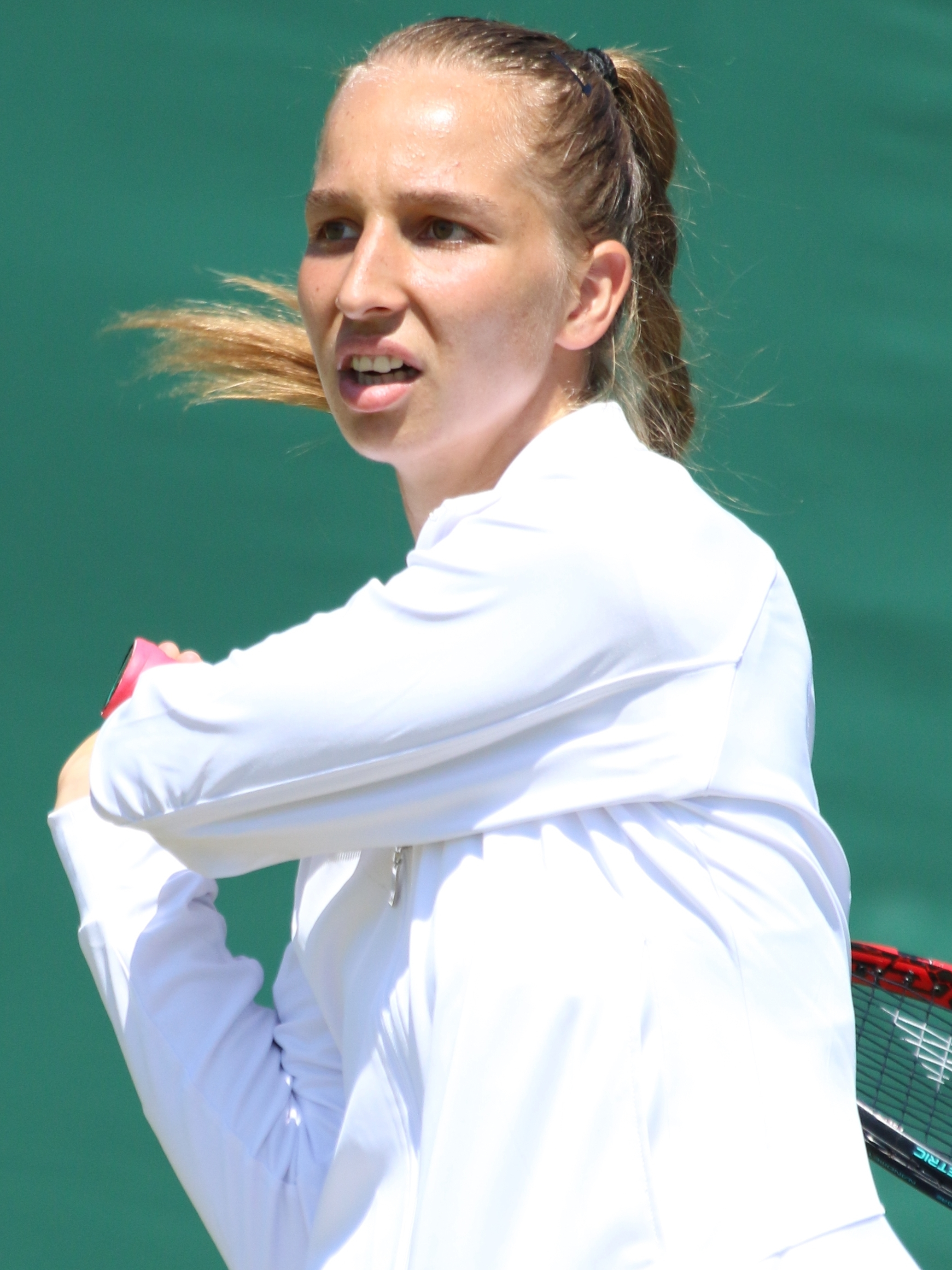
Wimbledon 2018 (kwalificatie)

Tamara Korpatsch (Hamburg, 12 mei 1995) is een tennisspeelster uit Duitsland. Korpatsch begon met tennis toen zij vijf jaar oud was. Zij speelt rechtshandig en heeft een tweehandige backhand. Zij is actief in het internationale tennis sinds 2011.

## Loopbaan

### Enkelspel
Korpatsch debuteerde in 2011 op het ITF-toernooi van Braunschweig (Duitsland). Zij stond in 2013 voor het eerst in een finale, op het ITF-toernooi van Ratingen (Duitsland) – zij verloor van landgenote Julia Wachaczyk. In 2015 veroverde Korpatsch haar eerste titel, op het ITF-toernooi van Brno (Tsjechië), door de Tsjechische Vendula Žovincová te verslaan. Tot op heden(januari 2025) won zij elf ITF-titels, de meest recente in 2022 in Montreux (Zwitserland).
In 2016 speelde Korpatsch voor het eerst op een WTA-hoofdtoernooi, op het toernooi van Limoges. Zij bereikte er de derde ronde, door de als vijfde geplaatste Sorana Cîrstea te verslaan.
In februari 2017, na het "International"-toernooi van Boedapest waar zij na een geslaagd kwalificatietraject in het hoofdtoernooi de tweede ronde bereikte, kwam zij binnen in de top 150 van de WTA-ranglijst. Later dat jaar bereikte zij de kwartfinale van het WTA-toernooi van Gstaad.
In juli 2019 bereikte Korpatsch de halve finale van het WTA-toernooi van Lausanne, gevolgd door een $60k ITF-titel in Praag de week erna en een kwartfinaleplaats op het WTA-toernooi van Karlsruhe na weer een week. Daardoor steeg zij naar de 107e plaats op de WTA-ranglijst.
In 2020 had zij haar grandslamdebuut op Roland Garros.
Korpatsch stond in 2022 voor het eerst in een WTA-finale, op het toernooi van Marbella – zij verloor van de Egyptische Mayar Sherif. In september won zij haar eerste WTA-titel, op het WTA 125-toernooi van Boedapest, waar zij in de eindstrijd de Bulgaarse Viktoriya Tomova bedwong. Hiermee haakte zij nipt aan bij de top 100 van de wereldranglijst.
Tot op heden(januari 2025) won zij twee WTA-titels, de andere in 2023 in Cluj-Napoca.
Haar hoogste notering op de WTA-ranglijst is de 71e plaats, die zij bereikte in oktober 2023.

### Dubbelspel
Korpatsch was weinig actief in het dubbelspel. Zij debuteerde in 2013 op het ITF-toernooi van Versmold (Duitsland), samen met landgenote Tatjana Stoll.
In 2016 speelde Korpatsch voor het eerst op een WTA-hoofdtoernooi, op het toernooi van Gstaad, samen met Russin Jekaterina Jasjina.
Korpatsch stond in 2021 voor het eerst in een WTA-finale, op het toernooi van Boedapest, samen met de Spaanse Aliona Bolsova – zij verloren van het koppel Mihaela Buzărnescu en Fanny Stollár.

## Posities op deWTA-ranglijst
Positie per einde seizoen:
| jaar | rang enkelspel | rang dubbelspel |
| ---- | -------------- | --------------- |
| 2013 | 556            | 1214            |
| 2014 | 794            | 1282            |
| 2015 | 320            | 811             |
| 2016 | 163            | 1062            |
| 2017 | 145            | 623             |
| 2018 | 121            | 864             |
| 2019 | 113            | 871             |
| 2020 | 126            | 910             |
| 2021 | 176            | 318             |
| 2022 | 89             | 1092            |
| 2023 | 73             | 1205            |

## Palmares
| Legenda                 |
| ----------------------- |
| Grandslamtoernooi       |
| Olympische Spelen       |
| Year-End Championships  |
| Premier Mandatory       |
| Premier Five / WTA 1000 |
| Premier / WTA 500       |
| International / WTA 250 |
| Challenger / WTA 125    |

### WTA-finaleplaatsen enkelspel
| nr.              | finale     | toernooi        | ondergrond    | tegenstandster      | score         |         |
| ---------------- | ---------- | --------------- | ------------- | ------------------- | ------------- | ------- |
| gewonnen finales |            |                 |               |                     |               |         |
| 1.               | 2022-09-24 | WTA Boedapest   | gravel        | Viktoriya Tomova    | 7-6, 6-7, 6-0 | details |
| 2.               | 2023-10-22 | WTA Cluj-Napoca | hardcourt (i) | Elena Gabriela Ruse | 6-3, 6-4      | details |
| verloren finales |            |                 |               |                     |               |         |
| 1.               | 2022-04-03 | WTA Marbella    | gravel        | Mayar Sherif        | 6-7, 4-6      | details |

### WTA-finaleplaatsen vrouwendubbelspel
| nr.              | finale     | toernooi      | ondergrond | partner        | tegenstandsters                  | score    |         |
| ---------------- | ---------- | ------------- | ---------- | -------------- | -------------------------------- | -------- | ------- |
| gewonnen finales |            |               |            |                |                                  |          |         |
| geen             |            |               |            |                |                                  |          |         |
| verloren finales |            |               |            |                |                                  |          |         |
| 1.               | 2021-07-17 | WTA Boedapest | gravel     | Aliona Bolsova | Mihaela Buzărnescu Fanny Stollár | 4-6, 4-6 | details |

### Gewonnen ITF-toernooien enkelspel
| nr. | finale     | toernooi    | dotatie  | tegenstandster in finale | score         |
| --- | ---------- | ----------- | -------- | ------------------------ | ------------- |
| 01. | 2015-09-27 | Brno        | $ 10.000 | Vendula Žovincová        | 4-6, 7-6, 7-6 |
| 02. | 2016-06-26 | Lenzerheide | $ 25.000 | Dalila Jakupović         | 4-6, 6-4, 6-2 |
| 03. | 2016-07-24 | Darmstadt   | $ 25.000 | Fiona Ferro              | 6-2, 6-2      |
| 04. | 2016-07-31 | Horb        | $ 25.000 | Tereza Smitková          | 6-2, 6-1      |
| 05. | 2016-08-07 | Bad Saulgau | $ 25.000 | Jasmine Paolini          | 6-2, 6-3      |
| 06. | 2017-08-13 | Hechingen   | $ 60.000 | Deborah Chiesa           | 2-6, 7-6, 6-2 |
| 07. | 2018-09-16 | Biarritz    | $ 80.000 | Timea Bacsinszky         | 6-2, 7-5      |
| 08. | 2019-07-28 | Praag       | $ 60.000 | Denisa Allertová         | 7-5, 6-3      |
| 09. | 2019-09-01 | Bagnatica   | $ 25.000 | Martina Caregaro         | 6-1, 6-2      |
| 10. | 2022-03-27 | Le Havre    | $ 25.000 | Anna Blinkova            | 3-6, 6-2, 6-2 |
| 11. | 2022-09-11 | Montreux    | $ 60.000 | Emma Navarro             | 6-4, 6-1      |

## Resultaten grandslamtoernooien
| Legenda | Legenda                          |
| ------- | -------------------------------- |
| g.t.    | geen toernooi gehouden           |
| l.c.    | lagere categorie                 |
| –       | niet deelgenomen                 |
| G       | uitgeschakeld in de groepsfase   |
| 1R      | uitgeschakeld in de eerste ronde |
| 2R      | uitgeschakeld in de tweede ronde |
| 3R      | uitgeschakeld in de derde ronde  |
| 4R      | uitgeschakeld in de vierde ronde |
| KF      | uitgeschakeld in de kwartfinale  |
| HF      | uitgeschakeld in de halve finale |
| F       | de finale verloren               |
| W       | het toernooi gewonnen            |
| w-v     | winst/verlies-balans             |

### Enkelspel
| toernooi        | 2020 |    | 2022 | 2023 | 2024 |
| --------------- | ---- | -- | ---- | ---- | ---- |
| Australian Open | –    | –  | 1R   | 2R   |      |
| Roland Garros   | 1R   | –  | –    | 2R   |      |
| Wimbledon       | g.t. | 1R | 2R   | 1R   |      |
| US Open         | 1R   | –  | 2R   | 1R   |      |

### Vrouwendubbelspel
| toernooi        | 2023 | 2024 |
| --------------- | ---- | ---- |
| Australian Open | 1R   | 3R   |
| Roland Garros   | –    | 1R   |
| Wimbledon       | –    | 1R   |
| US Open         | –    | –    |